# Puerta del Sol (Jalisco)
Puerta del Sol es una localidad del estado mexicano de Jalisco. Es parte del municipio de Ixtlahuacán de los Membrillos.

## Demografía
| Censo | Población |
| ----- | --------- |
| 2010  | 701       |
| 2020  | 2 179     |